# Moskva 24

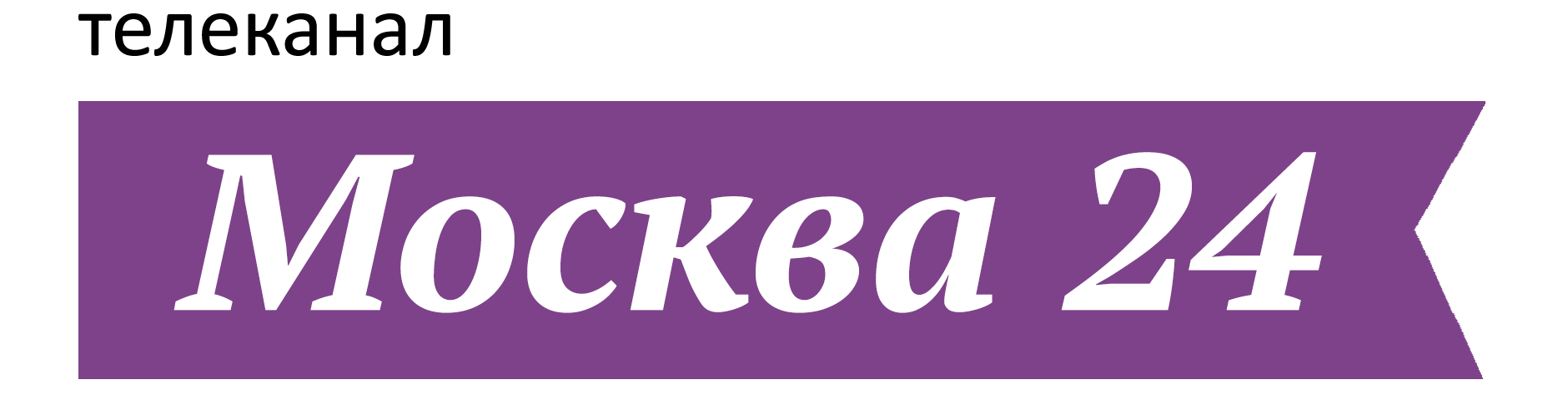
Logo Moskvy-24

Moskva 24 je ruská zpravodajská televizní stanice se sídlem v Moskvě. Byla spuštěna 5. září 2011 z podnětu Sergeje Sobjanina. Majitelem stanice je ruský státní mediální holding Všeruská státní televizní a rozhlasová společnost. Vysílá 24 hodin denně v ruštině a používá kabelový, satelitní i internetový přenos.

## Moderátoři
- Jelena Nikolajevová, moderátorka pořadu v prime time